# Петровское (Краснодарский край)
Петровское — село в Отрадненском районе Краснодарского края.
Входит в состав Благодарненского сельского поселения.

## География

### Улицы
- пер. Ленина
- ул. Ленина
- ул. Мира
- ул. Садовая
- ул. Светлая
- ул. Урожайная
- ул. Степная

## История
Заселение началось в 1922 году эстонскими переселенцами из села Маруха (сейчас Зеленчукский район Карачаево-Черкесии), в 1924 году на сходе жители решили назвать село в честь первого ходока Петра Ивановича Мазило.

## Население
| 2002 | 2010 |
| ---- | ---- |
| 930  | ↘794 |